# Schmalnasen-Erntemaus
Die Schmalnasen-Erntemaus (Reithrodontomys tenuirostris) ist ein hauptsächlich in Guatemala verbreitetes Nagetier in der Gattung der Erntemäuse. Sie ist eng mit der Talamanca-Erntemaus (Reithrodontomys creper) und der Mexiko-Erntemaus (Reithrodontomys mexicanus) verwandt. Der Artzusatz im wissenschaftlichen Namen ist aus den lateinischen Worten tenuis (schmal) und rostrum (Schnauze/Nase) zusammengesetzt.

## Merkmale
Diese recht große Erntemaus erreicht eine Kopf-Rumpf-Länge von 80 bis 110 mm, eine Schwanzlänge von 1116 bis 129 mm und ein Gewicht von 18 bis 27 g. Es kommen 23 bis 25 mm lange Hinterfüße und 15 bis 21 mm lange Ohren vor. Das lange und etwas wollig Fell hat oberseits eine rotbraune Farbe. Die Grenze zur zimtfarbenen Unterseite mit gelben Tönungen bildet eine orange Linie. Typisch für den Kopf sind die namensgebende schmale Schnauze, fast schwarze Ohren und schwarze Augenringe. Auf den Füßen sind braune Haare vorhanden. Ähnliche Gattungsvertreter derselben Region sind kleiner oder besitzen eine weiße Unterseite. Der diploide Chromosomensatz besteht aus 52 Chromosomen (2n=52).

## Verbreitung und Lebensweise
Die Schmalnasen-Erntemaus hat eine Population im südwestlichen Gebirge von Guatemala und in angrenzenden Gebieten von Mexiko sowie eine weitere im Osten Guatemalas. Sie hält sich zwischen 2400 und 2900 Meter Höhe auf. Die Art bewohnt kühle Laub- und Nadelwälder, die durch Epiphyten und Moose gekennzeichnet sind. Sie meidet neu aufgeforstete Wälder.
Soweit bekannt bewegen sich die Exemplare auf dem Boden und in Gewächsen. Im gleichen Gebiet kommen andere Erntemäuse, Weißfußmäuse und Feldmäuse vor.

## Gefährdung
Der Bestand ist durch Waldrodungen und Brände bedroht. Allgemein ist dieses Nagetier selten. Die bekannten Funde verstreuen sich über ein 240 km² großes Gebiet. Im Gebirge Sierra de las Minas wurde ein Biosphärenreservat eingerichtet. Die IUCN listet die Schmalnasen-Erntemaus als stark gefährdet (endangered).